# ガンダムX
ガンダムエックス（ガンダムX、Gundam X）は、1996年に放送されたテレビアニメ『機動新世紀ガンダムX』に登場する架空の兵器。劇中などでの通称はGX（ジーエックス）。
作中の時間軸における過去の大戦で投入された人型兵器「モビルスーツ (MS)」のうちのガンダムタイプに属する高性能機であり、月面の発電施設から遠隔供給されたエネルギーを、スペースコロニーをも破壊可能なビーム砲として放つ「サテライトキャノン」を最大の武器とする。作中のガンダムたちは「ニュータイプ」と呼ばれる特殊な才能をもったパイロットの搭乗を前提としており、才能のない一般人では性能のすべてを発揮できない場合が多い。
ほかのガンダムと同様に複数の同型機が製造され、劇中の大戦時代は、当時の連邦軍人で現バルチャー艦「フリーデン」の艦長であるジャミル・ニート、本編となる15年後では、主人公である少年ガロード・ランがジャミル機と別の個体に搭乗する。
本記事では、改修機ガンダムエックスディバイダー、漫画『機動新世紀ガンダムX〜UNDER THE MOONLIGHT〜』に登場する同型機についても併記する。

## デザイン
劇中のほかのガンダムとともに大河原邦男が担当した。デザインのモチーフは江戸時代前後の剣豪佐々木小次郎とされ、機体が背負っているサテライトキャノンの砲身も、小次郎が使用していたとされる長大な野太刀（物干し竿）をイメージしている。砲身の後ろにビームソードの柄が位置しているのも、砲身を刀の鞘に見立てているからである。肩装甲上部のバーニアと開いた足とでＸ字状のシルエットとなるほか、リフレクターが展開すると銀色に輝くX字を背負う形になる。

## 設定解説
第7次宇宙戦争における旧地球連邦軍の決戦兵器として開発された、ニュータイプ用MS「ガンダム」の1機。パイロットのニュータイプ能力を増幅して複数の無人MSを遠隔操作するガンダム共通の「フラッシュシステム」のほか、月の発電施設から送られた大容量エネルギーで駆動するコロニー殲滅用の戦略兵器「サテライトキャノン」を装備し、大戦時のニュータイプ専用機としては最強と評される。またMS単体としても、宇宙・地上・水中・空中を問わない高い機動性とトップクラスの戦闘力を有する。
肩部装甲内の大型バーニアの恩恵もあって運動性にも長けており、圧倒的な強度を誇るルナチタニウム合金製の装甲によって、ビームの直撃やサテライトキャノンの反動にも耐える防御力を有する。
キャノン以外の通常武装も、サテライトシステムから実質的に無限のエネルギー供給を受けられるよう設計されており、これらは戦艦すらも容易に撃破可能な攻撃力を有している。
大戦当時は、宇宙革命軍の切り札である地球への「コロニー落とし作戦」を阻止するために実戦投入されたが、サテライトキャノンの威力を恐れた革命軍は作戦を強行し、結果的に地球生命の大半を死滅させた元凶となる。大戦中には3機が製造され、1機は実戦に投入、1機は地球に保管され戦後も残存、残りの1機は破壊されている。

### 各機解説
NT-001（1号機）
戦後も無傷で残存し、旧連邦のとある廃棄工場内に放置されていた。アニメーション『機動新世紀ガンダムX』第1話においては戦後15年が経過したA.W.（アフターウォー）0015年、NTの少女ティファ・アディールを守るべく追っ手から逃れて来た少年ガロード・ランによって発見され、彼の搭乗機となる。その後は第10話でベルディゴとの戦闘で大破し、ガンダムXディバイダーへと改修される。
NT-001（3号機）
『機動新世紀ガンダムX Blu-Rayメモリアルボックス』に同梱される漫画『あなたと、一緒なら』に登場。詳細は後述。
NT-002（2号機）
第7次宇宙戦争時代にジャミル・ニートが搭乗していた機体。
『ガンダムX』第1話冒頭では宇宙革命軍のフェブラルと交戦し、大破した姿が確認できる。
のちに大破した機体は新連邦軍に回収され、後継機であるガンダムダブルエックス開発ベースに流用される。
ときた洸一による漫画作品『機動新世紀ガンダムX』3巻(ISBN 978-4063218039)収録『ニュータイプ戦士ジャミル・ニート』においては最終決戦以前にバックパックの装備構成が異なる姿が確認できるが、詳細は不明。

### Gコントロール・ユニット（Gコントローラー）
ガンダムXの起動キーである携帯式独立操縦デバイス。
ハンドガンの様な形状で、作中では略したGコンと呼ばれるケースが多い。コクピットのパイロット・シート右側のポートに接続する事で、右側操縦桿として機能し、サテライトキャノンの管制システムも兼ねており、その起動の際には親指で撃鉄型のスイッチを入れると各部が変形・展開し、エネルギーゲージが表示される専用の小型管制画面が上部に現れる。
物語開始当初は、ジャミルがフリーデンの金庫に保管していたが、ライク・アントからティファ救出の依頼を受けたガロードがフリーデンに忍び込んだ際に盗み出した。ガロードはGコンの使い方を知らず「手ぶらよりはマシ」という考えで所持するが、そのおかげで廃工場に放置されていたガンダムXを起動することに成功し、その後ジャミルに認められ正式に所有することになった。また、ガロードがフリーデンから一時離脱し、持ち出していたガンダムXをサン・アンジェロ市におけるバザーで競売にかけた際には、GコンとガンダムXを別売りにするという商売根性盛んな姿を披露した。
ガンダムXの後継機のガンダムダブルエックスには赤い色で形状も異なる専用Gコンが用意されていたが、所有者のアイムザット・カートラルの死で行方知れずとなり、またダブルエックス自体はガンダムX用Gコンでも運用可能だったこともあったため、ガロードはガンダムX用Gコンをそのまま使用した。
バンダイからは1996年に実物大のGコントローラーが玩具化されている。機能は、サテライトキャノンの発射音などを発するサウンド機能と、ニュータイプ指数（表示グラフィックの点滅方向に十字キーを合わせトリガーを引く、つまりは反射神経）を測るゲーム機能の2種。

### サテライトシステム
ガンダムXに搭載されたエネルギー供給システム。元々は月面基地で発電された電力を地球に供給されるために開発されたが、軍事兵器として転用された。月面の太陽光発電施設からのスーパーマイクロウェーブを受け取るもので、受信可能な環境であればエネルギーは実質無限であり常時高出力の武装を使用し続けられる。このシステムの為にガンダムXのコクピットにはガイドレーザー受信機能を設けている。リフレクターには身体各所に設置された青いエネルギーコンダクターと呼ばれるパーツとの併用で賄われるエネルギー貯蓄機能があり、バックパックを介して各武装にエネルギーを供給する機能もある。フルチャージ後に補給を絶たれても通常戦闘であれば一週間程度の無補給継戦能力を持つ。ただし、月面のマイクロウェーブ送電システムとのファーストコンタクトはニュータイプでなければ行えない仕組みとなっている。

### リフレクターユニット
ガンダムXの背部に装備される。通常時はＬ字状に折り畳まれているがサテライトキャノンの使用時にはX字状に展開され、スーパーマイクロウェーブを受ける。銀色に輝く表面はハニカム構造となっており、逆にここからエネルギーを放出することで物理的な反発力が生まれ、推進力としても利用出来る。その際は受信部を後ろに展開した飛行形態「ホバーリングモード」に変形し、発光部やサテライトキャノン砲身の角度を変えることで速度や姿勢の制御を行い、高速・長距離ジャンプを行うことが出来る。

### フラッシュシステム
宇宙世紀におけるサイコミュシステムに類似するシステム。ニュータイプが持つ特殊能力を利用したインターフェイスシステムで、通常の電子的な手段に依存せずに遠隔操作や索敵、機体制御や適合者認証等を可能とする技術の総称である。ニュータイプにしか起動させられないシステムで、月面への機体登録のほか、12機の無人機「ビットMS」を操る事を可能としている。機体によっては機体制御にも使用されている。ガンダムXにはサテライトシステム搭載型の「GXビット」が配備された。

### 武装
サテライトキャノン
バックパックに搭載されたコロニー撃滅用に開発された超高出力ビーム砲。元々は大型単体の浮遊砲台砲として開発されたものだったが、MSが運用出来るように小型・携行武装化された。月面の太陽光発電基地から照射されたスーパーマイクロウェーブを背部のリフレクターで受け、充填したエネルギーを発射する物で、その威力はコロニーを一撃で破壊し、一瞬で広範囲を殲滅する。その攻撃力は絶大で、ビットMSとの同時発射により多数のスペースコロニーの同時複数撃破すら可能なほど。また、出力を調整する事で対艦戦や対MA戦にも対応できる柔軟性も持つ。エネルギー貯蓄機能によりフルチャージ後なら2、3射撃が可能とする説も存在する。第7次宇宙戦争当時はこの砲のために複数の中継衛星が設けられており、どの地点からでもマイクロウェーブの供給が可能だったが、同大戦において中継衛星がすべて破壊された事から月が見える一軸のみでの使用に制限された。普段は巨大な砲身を斜めに背負っている。
大型ビームソード
サテライトキャノン基部に装備された専用高出力型ビームサーベル。サテライトシステム（厳密には腕部のエネルギーコンダクターに貯蓄されているエネルギーとの併用）からエネルギー供給により、他の機体よりも高出力な両刃剣状の刀身を形成する。スーパーマイクロウェーブからのエネルギー供給を前提としている為、極めて高い出力を持ち、一撃でMSを両断する破壊力を持つ。機体の高機動性を活かして敵機へ迅速に接近しとどめを刺す攻撃を得意とした。長大なビームを射出する事ができ、斬撃のみならず刺突での攻撃も可能。
シールドバスターライフル
通常のライフルの3倍の強度を持つ装甲カバーを備えた、複合武器である専用ビームライフル。銃口とスコープを引き込みグリップを折り畳みカバーを展開することで防御用のシールド形態となる。MSを一撃で撃破する出力を持ち、中距離戦闘では強力なビームライフルとして、接近戦ではシールドとして機能し本機の戦闘力を支えた。一方で｢盾を防御に構えつつ射撃する｣ことが出来ない、重量が嵩むといった欠点も持つ。サテライトシステムからエネルギーを供給される方式で、不使用時やエネルギー充填時は、前述のシールド形態への変形プロセスから装甲の展開のみ除いた収納形態になってバックパック右下部のハードポイントに接続される。
ブレストバルカン
胸部インテーク下部胴体に左右二門ずつ計4門内蔵された機関砲。接近戦での直接的な打撃や中距離での敵への威嚇牽制射撃などに使用される。
ショルダーバルカンユニット
陸戦用MSのバルカン砲を改造した四砲身のガトリング砲型オプション火器。バックパック左上部のハードポイント（左肩部）に装備され、接続部の可動域の広さにより広い射角を持つ。アルタネイティヴ社侵攻時に装備されるもガンダムヴァサーゴに破壊される。
Gビット（GXビット）
フラッシュシステムにより本体と同性能のビットMSを操るニュータイプ専用武装。GXビットはガンダムX用に開発されたもので、サテライトキャノンを装備する。アニメーション『機動新世紀ガンダムX』第1話にて描かれた第7次宇宙戦争時にはガンダムXとともに多数のコロニーを破壊した。

## ガンダムエックスディバイダー
フォートセバーンにおけるベルティゴとの戦闘でサテライトキャノンを含む本体各所を破壊・損傷されたGX（NT-001）を、キッド・サルサミルらフリーデンのメカニックチームが様々なジャンクパーツを用いて修理・改修した機体。劇中では引き続きGXと呼称されている。携行武装としてディバイダーとビームマシンガンを装備し、バックパックはビームソードのホルダーを兼ねる追加スラスター2基と稼働時間延長（喪失したリフレクターのエネルギー貯蓄機能の代替目的）用のエネルギーポッド2基をX字状に配置している。このエネルギーポッドは1基につき12時間の作戦行動が可能とされる。サテライトキャノンの喪失により戦略級の破壊力は失ったものの、多連装ビームとスラスターを兼ねる多機能大型シールド「ディバイダー」により通常戦闘時の攻撃・防御能力が向上した上、バックパックの大型可動スラスターにより機動性も大幅に強化され、MSとしての性能は総合的に大きくパワーアップしている。
ガロードがダブルエックスに乗り換えて以降は、起動用のGコンもそのままダブルエックスに引き継がれたため、Gコンを使用しなくても起動出来るようコクピットを通常の連邦MS規格に変更し、ジャミルの専用搭乗機となる。フラッシュシステムはそのまま残されており、ローレライの海においてジャミルは、Lシステムに組み込まれたかつての上官ルチル・リリアントの助けを借りてGビットを起動している。
武装
ディバイダー
サテライトキャノンに変わる主力武装。キッドが秘蔵していた旧革命軍の戦闘車輌に搭載されていた対MS用19連装ビーム砲（通称「ハモニカ砲」）、MA（モビルアーマー）用の大型スラスターなどの強力なジャンクパーツを組み合わせて製作され、通常兵器としては凄まじい性能を持つ。手持ちのみの盾としての用途のほか、前にかざした状態で両端のスラスターを展開し（このスラスターは回転する事で噴射角を可変可能）推進補助システムとしても機能する。また、バックパックに接続することで高機動・長時間巡航用のホバーリングモードとなる。ハモニカ砲使用時は、表面の装甲が縦に2分割され砲口を展開する。放射状に一斉発射された高出力のビームは敵MSの逃げ場を塞ぎ完全に破壊する。普段はバックパックとの接続部を兼ねた中心の大型ビーム砲口を除いた砲口からビームを発射するが、収束から拡散放射など発射モードにバリエーションがあり、用途に合わせて撃ち分けが可能。拡散放射は一撃で多数のMSを撃破した他、水中でも高威力のビーム兵器として使用可能。
手持ち武装としてなら他の機体でも使用が可能で、ラスヴェートとの戦いにて、メインスラスターを損傷し墜落寸前のダブルエックスが、本武装を受け取り窮地を脱するシーンがある。本来のディバイダーとは製図具の名前であり、「分ける」「仕切り」といった意味がある。
大型ビームソード
破壊されたサテライトキャノン用のコンデンサーや増幅器を回収・修復・複製することで一般的な物より強力なビームソードを生成可能。専用のドライバが組み込まれておりフルパワーで使用できるのはガンダムXのみ。予備としてもう1基が装備され2基装備となった。この事により、反撃力が格段に向上した。通常はバックパック追加バーニアユニット内のソードラックに装着されている。水中では敵MSに対しグリップを直接装甲に接触させビーム刃を発生し刺突する様な戦法を用いた事もある。
ビームマシンガン
旧連邦の戦艦に搭載されていた2連装メガ粒子砲を上下二連銃身の手持ち式ライフルとして再設計した物。2門の銃口とツインセンサー、トリプルチャンバーを装着し、上下銃身のビームを同時に合成発射する出力重視の単射モードと、文字通りマシンガンとして使用可能な連射モードの2つが存在する。戦艦のメガ粒子砲を流用している為、通常のビームマシンガンとは比べ物にならない程強力な武装となっている。そのビームの出力は極めて高い上、連射も可能なため有効な兵器として活用された。
ブレストバルカン
改修前と同一の装備。
X-グレネーダー
戦艦用のミサイル弾頭を投擲目的で柄付き手榴弾型に改造した装備。ディバイダー用の物は柄がマニピュレーターに合わせて変更されており、専用ラックを介し計2本を左腰部に装着する。劇中未使用。
ハイパーバズーカ
旧連邦のドートレスシリーズの装備を魚雷装填もできるように改造した実弾火器。魚雷は砲身内に5発、マガジンに4発の合計9発分装填。オルクのマーカス・ガイとの戦闘時に使用された。水中用バズーカとしてだけでなく、各種弾頭を使用する通常型バズーカとしての使用も可能。
Gビット(GXビット)
フラッシュシステムにより本体と同性能のビットMSを操るニュータイプ専用武装。本機は海底からサルベージされたGXビットをローレライの海の戦闘でジャミルが使用。正確に多数の敵MSのコクピットを撃ち抜き、圧倒的な強さを発揮したが、戦闘終了後に過去の戦争の遺物としてジャミル自身の手によって全機破壊・破棄されている。

## ガンダムエックス（A.W.0024仕様）
漫画『機動新世紀ガンダムX〜UNDER THE MOONLIGHT〜』に登場。テレビ本編の機体と細部が異なるが特に区別はされていない。こちらの機体はローレライの海（トリエステ級水陸両用艦）にてサルベージされ、また、コクピット内部ではNシステムを装備した状態で、冷凍睡眠をしていたカイが搭乗していた。機体解説に記して有る通り設定や作中描写で番号は記されていない為この機体の素性は不明である。
発見された時点でサテライトシステムの認証登録を済ませた状態だったため、サテライトキャノンの使用にも支障はない。しかし、第7次、8次の宇宙戦争によって送信施設が既に破壊されていたため、実際の受信は「BATEN」への再アクセスによる登録を行わなければならなかった。
NT研究所の廃墟では、ベルフェゴールに搭乗してミラージュのメンバーに攻撃を行うカイを止める為にリックが搭乗し出撃。この戦闘中に右前腕をクローで握り潰されてしまう。
その後、旅の途中で出会ったマナが一時盗み出し、彼女は廃墟にあった設備とでっち上げのパーツにて右腕を再生。「バスターシースライフル」と「ホルスターシールド」の新装備が追加され、通常戦ではデッドウェイトになるサテライトキャノン（砲身部のみ）を外している。結果、機体の軽量化と共に機動性も向上している。また、彼女の趣味により、黒を基調としていたカラーを白に一新した。
その後もリックの愛機となり、多くの経験を積む事になる。ある時はグレーデンに洗脳されたリンと戦うが、必死の説得で彼女の命を救う。その後Nシステムに操られたカイと再度激突し、Nシステムの呪縛から解放し直後、でっち上げ修理の右腕が故障したが仲間達のバックアップを受け、セプテム（宇宙の眼仕様）3機を撃墜した後、ヒマラヤ級陸上戦艦の荷電粒子砲破壊に成功した。
リックがローザ・ローザに身を置いて後、ベルク・アレル率いるブラック・ホーネット隊と何度か衝突する。しかし、性能の格差に勝てず、ベルク機のディクセンと格闘戦の末に鹵獲されてしまう。
当機オリジナル武装
大型ビームソード
サテライトキャノンの後部及びシースライフルの銃尻にマウント（格納）されているが、それぞれのデザイン自体は若干異なる。サテライトキャノンが外された際は、シースライフルに収納されている方のみを使用している。
バスターシースライフル
基となるシールドバスターライフルから、銃としての機能を分離・特化させて大型化したビームライフル。銃尻にビームソードを格納することができる。また、機能を特化させたことで、若干弾速の強化もされている模様。なおシース(sheath)とはシースナイフに用いられる鞘の事である。
ホルスターシールド
基となるシールドバスターライフルから、盾としての機能を分離・特化させたシールド。左腕に半固定の形でマウントされる。また、シールド内にシースライフルを格納することも可能ではあるが、若干左右のバランスが崩れる。しかし、リックは何の苦も無く制御出来ていた様である。

### ガンダムエックス改良型（A.W.0024仕様）
漫画『機動新世紀ガンダムX〜UNDER THE MOONLIGHT〜』に登場。ブラック・ホーネット隊に鹵獲改修されたガンダムエックス。サテライトシステム・フラッシュシステムのデータを収集すると同時に、ディクセン・ホーネット用のパーツを組み込まれた。これは戦前と同型のパーツが存在しない事と、老朽化した部品の交換が必要だったためである。
その後、ローザII世救出の為にブラック・ホーネット基地に侵入したリック・アレルが機体を奪還。ディクセンの装備で、エディン機のディクセンを追う。しかし、フィールド・ジェネレーターを貫くことが出来ず、カイ達と共に脱出する。
ベルクの遺言を受け、ビストン・マニーフィコに接触したが、行き着いたジョージタウンでバリエント2機と交戦。バルカンと格闘で切り抜けた事でビストンに認められ、合流したマナによって武装の改良が施された。最終調整にはミラージュのメンバーの他、リックも参加している。
機体外見は変わらないが最新型パーツ交換による機体改修と武装強化の結果、総合スペックや操作性は大幅に向上し、改修前は性能差から押されていたディクセンを大型ビームソードで複数機まとめて切り伏せ、バスターシースライフル改の一撃で破壊。ディクセン・モードエックスに対しても機動力を抑え込む推力、重装甲を格闘戦で破壊するパワー等、最新鋭機とも互角以上に渡り合える性能を獲得している。
こちらではシルバーホライズンでの決戦時にサテライトキャノン砲身が取り付けられたが、最後まで使われることは無かった。
当機オリジナル武装
大型ビームソード
継続して装備している専用高出力型ビームサーベル。改良型ではシースライフルとサテライトキャノンに付いている2基を運用し、複数のビット機を一気に切り伏せる威力を見せつけた。
バスターシースライフル改
ブラック・ホーネット隊との戦闘で破損したシースライフルに改良を施したモノ。銃身が単装から二連装型になり、弾速・熱量共に異なる2つのビームを同時に発射することにより、ディクセンの新鋭装甲を貫く程の火力が備わった。
ゲネイオンシールド
ホルスターシールドを改良した盾。こちらもシールド内にライフルを格納することが可能。
ギリシャ語で「顎」の意味を示すように、新たに4本のX字に開くクローアームが取り付けられた。劇中では、レムレス塗装の弱点を突き、アームを展開してディクセン・モードエックスの動きを捕らえた。そして、ローザII世の洗脳を解き、エディンからの奪還に成功。直後、ディクセンのビット機を捕まえ、振り回した上で他のビット機にぶつける他、アームを直接機体に突き刺してコードを引き抜く等の活躍を見せた。

## ガンダムエックス3号機（NT-001）
2018年3月23日発売の『機動新世紀ガンダムX Blu-Rayメモリアルボックス』に同梱された
高松信司が監修、川崎ヒロユキがストーリーを担当した漫画
『機動新世紀ガンダムX NEXT PROLOGUE「あなたと、一緒なら」』に登場。本来の3号機ではなく、フロスト兄弟との最終決戦後、各地の旧連邦軍研究所で発見された残存パーツや新規部品を用いて1号機を改修し、サテライトキャノン搭載型に修復した機体。青の塗装部分がライトブルーに変更され、両肩もその色で塗りかえられている。フロスト兄弟が新連邦政府内で再び戦乱を引き起こそうと暗躍していること知ったカリスがガロードに協力を要請した際に用意した機体。新連邦に残されていたガンダム系パーツをかき集めて建造された。
ジェネレーター効率の向上によって、改修前より運用効率が30パーセント向上。出力・機動性・装甲等すべての基本性能が3割程度向上しており、リフレクターによる飛行性能も上がっている。専用武装は大型ビームソード、シールドバスターライフル、ブレストキャノンの他に、ショルダーバルカンやガンダムXディバイダ―が装備していたビームマシンガンとハイパーバズーカも使用可能。フラッシュシステムも残されている為、Gビットも運用可能。前大戦で月のD.O.M.Eが破壊されたこともあってサテライトキャノンは使用できないが、同漫画の執筆を担当したときた洸一が自身のTwitterにアップロードした資料によれば、何らかの使用ギミックがこのサテライトキャノンにある事が今後の展開として示唆されている。カラーリングデザインは石垣純哉によるものだとされる。

## GXビット
GXのフラッシュシステムを介して遠隔操作されるMS型ビット。頭部はフラッシュシステムの制御受信機ユニットのセンサーブロックヘッドとなり、各部の形状も親機のGXより簡略化されている。親機同様サテライトキャノンを装備し絶大な火力を有する。それ以外の各武装もGXとほぼ同じ物を装備しているが、ブレストバルカンは胸部中央に2門のみを装備する。型式番号は資料ごとに表記が異なっている。
劇中ではルチルの補助を受けたジャミルがNT能力で起動するが、ライフルの精密射撃のみに留まっている。しかし回想シーンでは、高機動戦を行っている表現がある。漫画版では、サテライトキャノン以外の全装備を使用した高機動戦を行っている。